# Великий свет Севера
Великий свет Севера (нем. Zum großen Licht im Norden) — русско-немецкая, масонская ложа в Берлине. Создана эмигрантами из России 16 января 1922 года под юрисдикцией Великой национальной материнской ложи «Три глобуса». В 1933 году в связи с приходом в Германии к власти нацистов она приостановила свою деятельность. Работы ложи были возобновлены по инициативе русскоязычных братьев из разных лож ОВЛГ 15 июня 2013 года.
Сейчас достопочтенная ложа «Великий свет Севера» находится под юрисдикцией Великой ложи древних вольных и принятых каменщиков Германии в составе Объединенных великих лож Германии.

## История
История ложи начиналась в легендарной Санкт-петербургской гостинице «Англетер», где в 1918 году был создан масонский кружок. К сентябрю 1918 года в кружке были созданы два отделения: русское и немецкое.
Председателем кружка и руководителем немецкого отделения являлся Ю. Герман, а русского — А. П. Веретенников, который являлся членом петроградской ложи «Карма» с апреля 1917 года, работавшей под руководством французского оккультного Ордена Рыцарей-Филалетов и под председательством великого князя Александра Михайловича. Хотя состав кружка Друзей масонства был неоднородным, членами кружка, занимавшими руководящие посты в организации, были люди с консервативными взглядами. Деятельность кружка Друзей масонства не продлилась долго и из-за преследований большевиков в 1919 году кружок прекратил свою работу. Кружок был закрыт, но основа для немецко-русской ложи была уже заложена.
Встретились бывшие петроградские масоны уже в Берлине. В апреле 1920 года в пригороде Берлина, Вильмерсдорфе, начались собрания «Объединения русских масонов», руководителями которого вновь стали Ю. Герман (в то время руководитель одной из берлинских лож) и А. П. Веретенников. После того, как в местных ложах прошли масонское посвящение некоторые бывшие российские подданные, 16 января 1922 года в Берлине была основана русская ложа в составе Великой национальной материнской ложи «Три глобуса», получившая название «Великий свет Севера». До закрытия указанной ложи в 1933 году её членами было 109 человек. Основу ложи составляли бывшие дипломаты, коммерсанты, банкиры, но были в ложе и представители свободных профессий.
Прекращение деятельности русских масонов в Берлине было непосредственно связано с установлением фашистского правления в Германии. В январе 1933 года ложа «Великий свет Севера» в знак протеста против попытки своей великой ложи (Трёх глобусов) «занять примирительную позицию по отношению к расизму» приостановила свои работы.

### Возрождение ложи
15 июня 2013 года группа русскоязычных масонов из лож Гамбурга и Берлина постановила возобновить работу ложи, но уже в другой юрисдикции и по другому ритуалу, сохраняя однако все традиции и право на использование материнского ритуала. 4 января 2014 года состоялось торжественное внесение Света (реинсталляция), в присутствии ряда иностранных делегаций, из России, Польши и Латвии.
C 2016 года ложа работает в помещении Великой национальной материнской ложи «Три глобуса» на Хеерштрассе в Шарлоттенбурге (Берлин).

## Галерея
- Эмблема ложи 1922 года
- Современная эмблема ложи
- Оттиск ложи
- Подвеска ложи 1922 года
- Подвеска ложи 2014 года
- Место проведения работ ложи (на Хеерштрассе)
- Малый застольный зал
- Большой застольный зал